# Onthophagus cyobioides
Onthophagus cyobioides là một loài bọ cánh cứng trong họ Bọ hung (Scarabaeidae).